# Rhionaeschna peralta
Rhionaeschna peralta är en trollsländeart som först beskrevs av Friedrich Ris 1918.  Rhionaeschna peralta ingår i släktet Rhionaeschna och familjen mosaiktrollsländor. IUCN kategoriserar arten globalt som livskraftig. Inga underarter finns listade i Catalogue of Life.